# 드라마피버
드라마피버는 워너 브라더스가 소유한 비디오 스트리밍 웹사이트이었다.

## 드라마 기획·제작
- 2017년 OCN 《애타는 로맨스》 기획
- 2017년 MBC 《군주 - 가면의 주인》 제작

## 드라마피버 어워즈
드라마 피버 회원들을 대상으로 부문별로 나뉘어 투표를 통해 가장 많은 득표를 얻은 연기자가 선정되는 방식의 시상식이다.

### 1회(2013년)
- 남우주연상: 이민호 《신의》
- 여우주연상: 윤은혜 《보고싶다》
- 최고의 드라마: 《해를 품은 달》

### 2회(2014년)
- 남우주연상: 이민호 《상속자들》
- 여우주연상: 박신혜 《상속자들》
- 최고의 드라마: 《상속자들》

### 3회(2015년)
- 남우주연상: 조인성 《괜찮아, 사랑이야》
- 여우주연상: 송지효 《응급남녀》
- 최고의 드라마: 《응급남녀》

### 4회(2016년)
- 남우주연상: 지성 《킬미힐미》
- 여우주연상: 박보영 《오 나의 귀신님》
- 최고의 코미디 드라마: 《킬미힐미》
- 최고의 멜로 드라마: 《힐러》
- 최고의 사극 드라마: 《밤을 걷는 선비》

### 5회(2017년)
- 남우주연상: 공유 《쓸쓸하고 찬란하神 - 도깨비》
- 여우주연상: 송혜교 《태양의 후예》
- 최고의 코미디 드라마: 《신데렐라와 네 명의 기사》
- 최고의 멜로 드라마: 《쓸쓸하고 찬란하神 - 도깨비》
- 최고의 사극 드라마: 《달의 연인 - 보보경심 려》

## 같이 보기
- 한국 관련 문서 색인
- 대한민국의 텔레비전 프로그램 목록
- 대한민국의 문화
- 대한민국의 텔레비전 드라마
- 한류 (문화)